# Cupido (satélite)
Cupido é um satélite natural de Urano. Foi descoberto por Mark Showalter e Jack J. Lissauer em 2003 usando o Telescópio Espacial Hubble. Foi nomeado a partir de um personagem da obra de William Shakespeare Timon of Athens.
Cupido é o menor satélite interno de Urano, com tamanho estimado de 18 km de diâmetro. Por causa disso e de sua superfície escura ele não pôde ser visto pela Voyager 2 durante seu sobrevoo por Urano em 1986.
A órbita de Cupido difere apenas 863 km da órbita de Belinda. Ao contrário de Mab e Perdita, que também foram descobertos em 2003, ela não parece ser perturbada.
Logo após sua descoberta, Cupido recebeu a designação provisória S/2003 U 2. Ele também é chadado de Urano XXVII.